# Pagesangan
Pagesangan is een bestuurslaag in het regentschap Surabaya van de provincie Oost-Java, Indonesië. Pagesangan telt 13.470 inwoners (volkstelling 2010).